# XXV (OOMPH!)
XXV è il dodicesimo album in studio del gruppo industrial metal tedesco OOMPH! È stato pubblicato nel 2015 dalla Universal Music.

## Tracce
1. Dein Retter – 2:54
2. Alles aus Liebe – 3:39
3. Jetzt oder nie – 3:44
4. Als wärs das letzte Mal – 3:31
5. Mary Bell – 5:16
6. Jede Reise hat ein Ende – 4:04
7. Unter diesem Mond – 4:11
8. All deine Wunden – 4:02
9. Fleisch und Fell – 4:27
10. Tick Tack – 4:25
11. Nicht von dieser Welt – 3:51
12. Spieler – 3:30
13. Zielscheibe – 3:11
14. Leis ganz leis – 3:54

Durata totale: 54:39